# 흡연실

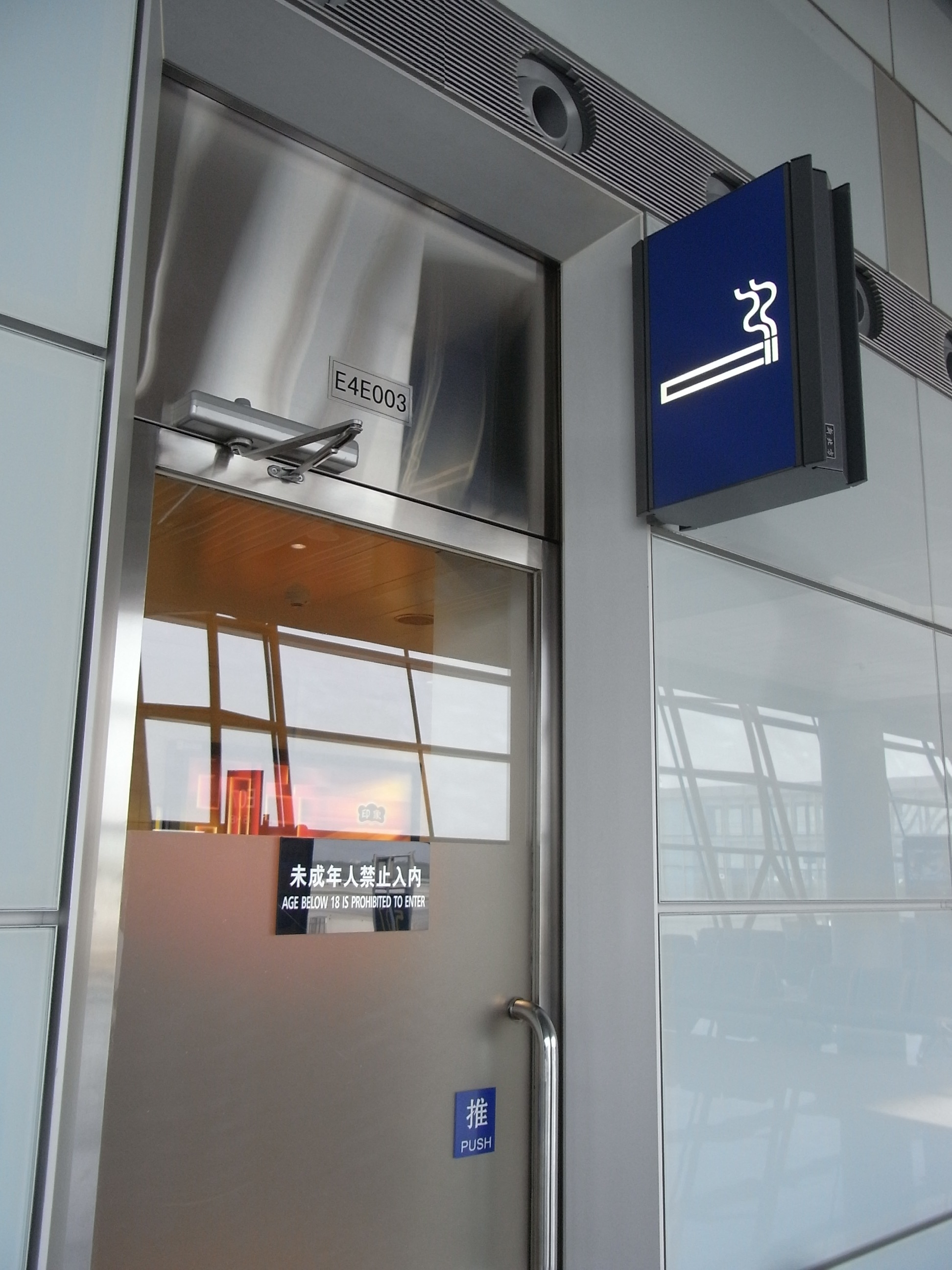
흡연실

흡연실(吸煙室; 문화어: 담배칸)은 담배를 피기 위한 방이다. 주로 공공장소에서 따로 마련되어 있다.

## 같이 보기
- 흡연